# Francisca Sauquillo Pérez del Arco
Francisca Sauquillo Pérez del Arco (n. 31 iulie 1943) este un om politic spaniol, membru al Parlamentului European în perioada 1999-2004 din partea Spaniei. 
1. 1 2  The International Who's Who of Women 2006[*] Verificați valoarea |titlelink= (ajutor)
2. ↑  Deputații în Parlamentul European
3. ↑  Deputații în Parlamentul European